# Arilus cristatus
Arilus cristatus, такође познат као северноамеричка буба на точковима, је врста велике бубе убице из породице Reduviidae и једина врста бубе на точковима пронађена у Сједињеним Америчким Државама. То је једна од највећих копнених правих буба у Северној Америци, која достиже до 1,5 in (3,8 cm) (38 мм) у дужину у одраслој фази. Полно је диморфан, јер су мужјаци нешто мањи од женки. Карактеристична структура је пронотални оклоп у облику точка. Северноамеричке бубе на точковима плене гусеницеи бубе, као што су јапанске бубе, купусњаче, наранџасти пси, шаторске гусенице и мексичка буба, које све пробуше својим кљуном да би убризгале пљувачку течност која раствара меко ткиво. Северноамеричка буба је најактивнија на дневном светлу, али може да се бави предаторским понашањем ноћу у областима осветљеним светлима.Пошто су већина његовог плена штеточине, буба се сматра корисном. 
Камуфлиран је и веома стидљив, борави у лиснатим пределима и крије се кад год је то могуће.  Конкретно, станишта северноамеричке бубе укључују сунцокрете , златну шипку , памук , стабла скакаваца и разне воћке и гајеве дрвећа. Има опнаста крила која омогућавају неспретан, бучан лет који се лако може заменити са летом великог скакавца . Одрасла јединка је сиве до браонкасто сиве боје и црна убрзо након лињања, али нимфе (које још немају структуру у облику точка) имају јарко црвене или наранџасте стомаке. Описао га је 1763. Карл Лине. Упркос распрострањености северноамеричке бубе у многим стаништима, прикупљене информације о овој врсти су насумичне и непотпуне.

## Опис
Као и друге врсте буба на точковима, A. cristatus има карактеристичан леђни гребен, у облику точка или зупчаника. Крећу се и лете споро, а у лету производе бучан звук зујања. Као и код других буба убица , пробосцис настаје са предњег краја своје дуге, цевасте главе и развија се напред приликом храњења.
A. cristatus поседује две мирисне жлезде (црвено-наранџасте боје) које се могу избацити из његовог стомака, обично као реакција на узнемиравање. Мирис који производи није тако снажан као онај који производе смрдљиве бубе, али је ипак довољно јак да га људи открију.
Северноамеричке бубе на точковима имају оклопљена предња и опнаста задња крила која овој врсти омогућавају лет. Као резултат своје неспособности да се брзо креће, A. cristatus се у великој мери ослања на камуфлажу, ефекат свог уједа или производњу непријатних мириса како би избегли грабеж.

## Дистрибуција
Северноамеричке бубе су најчешће у источној Канади и Сједињеним Државама, а њихов распон се протеже у Мексико и Гватемалу. Међу пет постојећих врста Arilus, рода западне хемисфере, само A. cristatus се налази у Сједињеним Државама.

## Понашање
Северноамеричке бубе на точковима покрећу грабеж тако што хватају и причвршћују свој плен предњим ногама. Буба зарива кљун у своју жртву пре него што јој убризга ензиме, парализујући је и растварајући њену унутрашњост, и наставља да дренира настале течности.
A. cristatus је такође примећено да је веома агресиван у дивљини, а примећено је и канибалистичко понашање међу њима; на пример, нимфе могу да плене једна другу, а женка се може хранити мужјаком након што се парење заврши.
Поред тога, као и многи редувииди, ова врста је способна да произведе звучни звук трљањем врха свог пробосциса у жлеб испод грудног коша. Сврха овог звука је непозната и може послужити као средство комуникације између припадника врсте.

## Репродукција
Репродуктивни циклус A. cristatus почиње у јесен. Након парења, женка ће положити 40-200 малих, смеђих, цилиндричних јаја, и на крају угинути. Женке полажу јаја на дрвеће, жбуње, гранчице и друге предмете. Излучени лепак служи као лепак који одржава формирање кластера јаја. Јаја ће се следећег пролећа излећи у осам милиметара дуге црвене нимфе , које ће проћи 5 лињања док следећег лета не достигну стадиј одрасле особе.
Након што се нимфе излегу, просечна дужина сваког лињања је отприлике 18,8 дана, иако је интервал 5. и последњег лињања пре стадијума одрасле особе најдужи. Јаја се углавном излегу почетком маја и коначно сазревају у одрасле јединке до јула. Све у свему, потребно је отприлике 94 дана да нимфе достигну зрелост. Међутим, фенологија овог животног циклуса варира у зависности од климе коју становништво заузима. На пример, заједнице у топлим климама можда неће презимити као јаја.
У лабораторијском тесту спроведеном на Универзитету у Јужном Илиноису 1997. и 1998. године, истраживање је открило да јаја ове врсте могу бити нападнута од паразитских оса, као што је Ooencyrtus johnsoni.  Од 12 кластера јаја праћених у лабораторији, 10 су опустошили паразити који су спречили да се јаја нормално излегу. 
A. cristatus је грабежљивац одмах по излегу, али карактеристични точак који је јединствен за врсту настаје тек након што буба достигне стадијум одрасле особе након коначног лињања.

## Еколошки значај
Северноамеричке бубе су високо цењене од стране органских баштована јер једу разне инсекте и њихово присуство указује на здрав екосистем без пестицида. „Они су лав или орао у вашој мрежи исхране“, примећује др Мајкл Џеј Рауп, ентомолог са Универзитета Мериленд. "Они седе на врху. Када имате ове велике, дивље предаторе у свом пејзажу, то ми говори да је ово веома здрав пејзаж, јер су сви ови други нивои у вашој мрежи хране нетакнути."
Иако је A. cristatus добродошао агенс за контролу штеточина, ова врста такође лови неколико еколошки корисних врста, као што су бубе и медоносне пчеле.

## Интеракције са људима
Врста је генерално индиферентна у погледу присуства и прекидања људи. Иако докази сугеришу да се A. cristatus наизглед може припитомити у контролисаном окружењу, ако се испровоцира или се њиме погрешно рукује, може напасти у чину одбране. Обично се сматра да је њихов угриз тежи у погледу нивоа и трајања бола од убода обичних инсеката као што су осе. Документовано је да је настала рана изузетно болна, трајна и дуготрајна, праћена укоченошћу која може да потраје данима. Ови ефекти се могу избећи руковањем послушним инсектом у рукавицама. Угриз се не сматра веома отровним, тако да није озбиљан у кратком року. Штавише, познато је да околина повреде постаје загрејана и иритирана. Бела кора се понекад формира око ране током процеса зарастања, иако се на крају погорша, остављајући малу убодну рану видљивом. Нелагодност може трајати 2 недеље, ау неким случајевима и до 6 месеци. Међутим, последњи временски оквир се често приписује алергијским реакцијама или понављајућим инфекцијама првобитне ране.

## Gallery
- Arilus cristatus нимфе и јаја
- Arilus cristatus нимфа изблиза
- Arilus cristatus  на скимеру за базен, Арканзас
- Arilus cristatus против Epargyreus clarus гусенице
- Одрасла Arilus cristatus пронађена у Форт Вортху, Тексас
- Arilus cristatus конзумира Јапанску бубу
- Старија нимфа хода по огради
- Одрасла Arilus cristatus који излази из коже нимфе